# Глигоровский, Петар
Петар Глигоровский (7 февраля 1938, Скопье — 4 декабря 1995, Скопье) — югославский режиссёр-мультипликатор, сценарист, художник-график, иллюстратор.

## Биография
Учился на художественном факультете ФЛУБ в Белграде, затем в Загребской анимационной школе.
С 1963 по 1968 год работал как режиссёр рисованных фильмов (ТВ Скопје), а также и в качестве графика. В качестве режиссёра, продюсера и сценариста является создателем первого мультфильма в Скопье, короткометражные «Ембрион № М» (1971) и одним из лидеров югославской анимации.
Он был автором первого македонского анимационного фильма «Ембрион № М». Он был ведущим представителем современной македонской анимации, который награждается на фестивалях в Берлине, Оберхаузене.
До работы в кинотеатре он был одним из пионеров югославских комиксов 1950-х годов и техническим аниматором, в основном работавшим в престижном кружке аниматоров.
Он создал несколько фильмов, ряд технико-экспериментальных неучтенных кадров и оставил два незавершенных проекта, разработанных под эгидой продюсерского дома «Vardar Film». Отличительные черты его фильмов, все из которых технически созданы с использованием полихроматических, преимущественно биоморфных форм с повторяющимися и приглушенными узорами, составляют уникальный и узнаваемый стиль.
Тематически фильмы выражают универсальные комбинированные мифологические темы (рождение, падение человека, апокалипсис, феникс) посредством широкого спектра визуальных аллегорий и метафор. В некоторые работы автора документальные эпизоды были встроены в целях символического усиления лейтмотива сценария, а не из соображений визуальной привлекательности или исследования технических ограничений.
После его смерти в 1995 году большая часть его работ была частично утеряна, и только две из его анимационных короткометражек были доступны онлайн в Интернете.

## Фильмография
- 1971 — Ембрион № М, ФКДФ Белград, «Специальный диплом»
- 1976 — Феникс, Берлинский международный кинофестиваль, «Серебряный медведь»; Аннеси, Гран При (Grand Prix)
- 1977 — Адам: 5 до 12, ФКДФ Белград, «Золотая медаль Београд»